# Alex Layne
Alex Layne (* 29. Oktober 1939 in New York City; † 31. März 2020 ebenda) war ein US-amerikanischer Jazzmusiker (Kontrabass, E-Bass).

## Leben und Wirken
Layne begann seine Musikerkarriere nach dem Besuch der New Yorker High School of Music & Art 1959 im Count Basie’s Night Club; dort bekam er mit 20 Jahren eine Anstellung in der Hausband des Clubs unter der Leitung von Steve Pulliam, in den 1950er-Jahren Posaunist bei Buddy Johnson and His Orchestra. Layne schloss sein Studium am Bronx Community College mit Auszeichnung ab und setzte seine Ausbildung zum Berufsmusiker am Queens College fort. Daneben hatte er Privatunterricht bei den Bassisten Stuart Sanky, Ron Carter und Alvin Brehm.
Nach seinem Engagement in Basies Nachtclub arbeitete er in der New Yorker Musikszene u. a. mit Coleman Hawkins, Max Roach, Freddie Hubbard und Cedar Walton. Den größten Teil seiner Karriere verbrachte er jedoch damit, Sänger seiner Zeit zu begleiten wie Billy Eckstine, Carmen McRae, Gloria Lynne, Johnny Hartman und Miriam Makeba (zu hören auf deren Alben In Concert, Reprise 1967).
Daneben war Layne als Sessionmusiker an Aufnahmen und Auftritten mit Folk-, Blues- und Rhythm-&-Blues-Musikern beteiligt, darunter Josh White, Jimmy Witherspoon und mit Little Anthony and the Imperials; Mitte der 1970er-Jahre arbeitete er außerdem mit der von Carlos Franzetti initiierten Fusionband  The Prime Element, an deren Album Alborada (RP Music 1976) er beteiligt war. Um 2001 nahm er noch mit der Vokalistin Yardena auf (Sings Swing, Latin & Blues). In seinen späteren Jahren arbeitete er bei der Jazz Foundation of America, trat in Schulen, Krankenhäusern und Pflegeheimen auf und arbeitete mit seiner eigenen Gruppe in Jazzclubs in New York City. Layne starb Ende März 2020 in New York City an den Folgen einer SARS-CoV-2-Infektion.